# خرگوشک ایبری
خرگوشک ایبری (نام علمی: Oryctolagus laynensis) گونه‌ای خرگوش است که در دوران پلیستوسن پیشین در شبه‌جزیره ایبری می‌زیست.